# Az ókori egyiptomiak földrajzi felfedezései

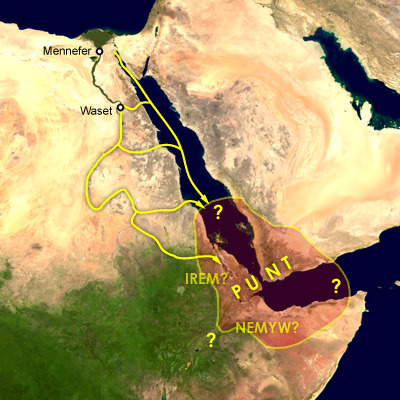
Punt feltételezett területe

Az Egyiptomot körülvevő természeti akadályokat – a Núbiai-sivatagot, a Líbiai- és Arab-sivatagot valamint az általuk Nagy-tengernek nevezett Földközi-tengert – már az i. e. 3. évezredben legyőzték. Már a legrégibb ránk maradt szövegekben mint egyiptomi birtokot emlegetik Núbiát, azaz a Nílus első vízesése felett lévő területet, ahonnan fekete rabszolgákat és nyájakat hajtottak el. Ekkoriban kezdtek a Szuezi földszoroson is erődítményeket építeni az arab nomádok ellen. Meghódították a Sínai-félszigetet is, és itt jelentős réz-lelőhelyekre bukkantak, és tartós építőköveket is találtak.
Az óbirodalom idején vitorlás és evezős hajóikkal végighajóztak a Nagy-tenger ázsiai partjai mentén és cédrusfát importáltak Libanonból. Ugyancsak az Óbirodalom idején már a Nílus második vízesésén is túlhajóztak, de rabszolgákért, aranyért, elefántcsontért és fáért még feljebb is küldtek expedíciókat. Az i. e. 2. évezred tájékán a birodalom határa már messzebb volt az ötödik vízesésnél, a folyótól nyugatra pedig meghódították a líbiai törzsek nagy részét. A Vörös-tengeren is hajóztak, messze délen Punt országáig jutottak el, innen hozták be Egyiptomba a tömjént, a mirhát és más értékes illatos anyagokat. Ez a terület a Szomáli-félszigeten és Boldog Arábia délnyugati részén feküdt, így feltételezhető, hogy Punt a mai Szomália vagy Jemen volt, esetleg a kettő együtt.
Az egyiptomiak országukat a Nílus ajándékának tekintették, de valószínűleg nem tudták, hogy a folyó hol ered. Hérodotosz is megpróbálta kideríteni a forrást, de „...A Nílus természetéről, eredetéről semmit sem tudtam meg, sem a papoktól, sem pedig mástól... habár kérdezgettem, hogyan lehetséges, hogy a Nílus természeti tulajdonságait tekintve oly feltűnően különbözik a többi folyótól...Ami a Nílus forrásait illeti, egyetlenegy ember sem mondta, hogy ismeri őket....” Azt azonban az egyiptomiak is tudták, hogy a vízeséseken túl terül el dél-Núbia, ahol fekete emberek élnek. Ezekkel a területekkel már az óbirodalom idején kapcsolat épült ki, és egy Khirkut nevű úr meg is látogatta ezt a Jamnak nevezett országot, ahonnan tömjént, ébenfát, elefántcsontot, párducbőrt és egyéb értékes dolgokat hozott magával.